# جايسون كوك (لاعب كرة قدم)
جايسون كوك (بالإنجليزية: Jason Cook)‏ (29 ديسمبر 1969 في المملكة المتحدة - ) هو لاعب كرة قدم بريطاني في مركز الوسط. لعب مع توتنهام هوتسبير وكولتشستر يونايتد ونادي ساوثيند يونايتد وبرينتري تاون وداغنهام وريدبريدج.